# Bartolomé
Bartolomé (ang. Bartholomew) – wyspa w archipelagu Galapagos, należącym do Ekwadoru. Leży w sąsiedztwie dużej wyspy Santiago.

## Warunki naturalne

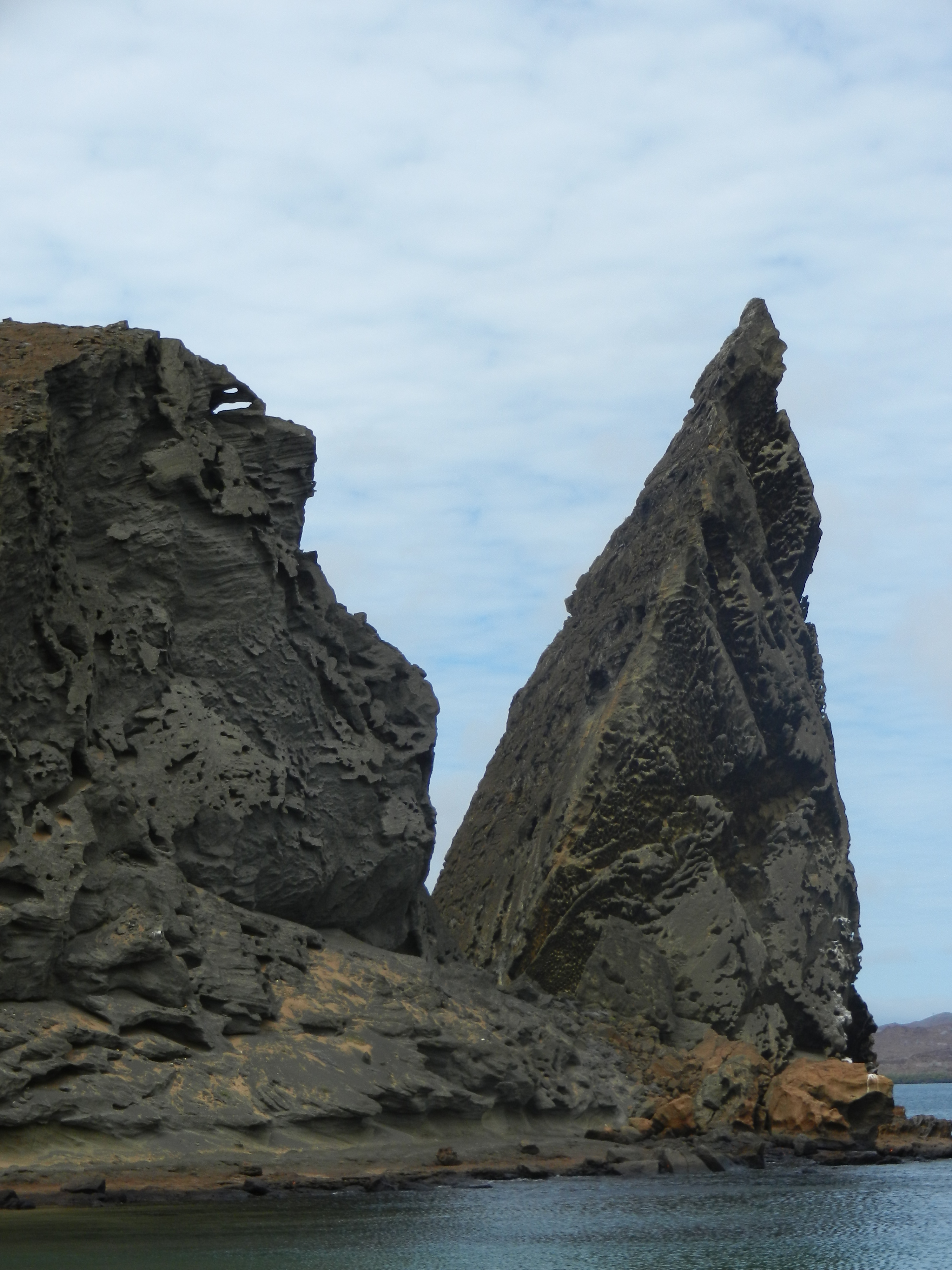
Skała Pinnacle

Jest to mała, skalista wyspa wulkaniczna. Może być odwiedzana przez turystów, wokół jej wybrzeża dopuszczone jest nurkowanie. Jej nazwa upamiętnia brytyjskiego żeglarza, sir Bartholomew Jamesa Sulivana, członka wyprawy HMS Beagle.
Najbardziej charakterystycznym punktem wyspy jest skała Pinnacle, utworzona przez zastygłą lawę, schłodzoną zaraz po erupcji przez wodę morską.

## Fauna
W jaskini za skałą Pinnacle istnieje mała kolonia pingwinów równikowych, która ucierpiała na skutek El Niño w 1982 roku, a obecnie grozi jej rozprzestrzenienie pasożyta Plasmodium, wywołującego malarię. Na wyspie pojawiają się w sezonie lęgowym także żółwie zielone.